# Куп европских шампиона 1987/88.
Куп европских шампиона 1987/88. је било 33. издање Купа шампиона, најјачег европског клупског фудбалског такмичења. 
Финале је одиграно 25. маја 1988. на стадиону Некар у Штутгарту, где је ПСВ Ајндховен победио Бенфику након бољег извођења једанаестераца, и тако освојио први трофеј Купа шампиона.
Ово је била трећа узастопна сезона без енглеских клубова, услед забране коју су добили након трагедије на Хејселу 1985. године, тако да Евертон, првак Енглеске из претходне сезоне, није могао да учествује.
Португалија је једина имала два представника, поред Порта, освајача Купа шампиона из претходне сезоне, још је играла и Бенфика, првак Португалије у претходној сезони.

## Прво коло
| Тим #1          | рез. | Тим #2           | прва утакмица | друга утакмица |
| --------------- | ---- | ---------------- | ------------- | -------------- |
| Ксамакс         | 6:2  | Кусиси           | 5:0           | 1:2            |
| Бајерн Минхен   | 5:0  | ЦФКА Средец      | 4:0           | 1:0            |
| Реал Мадрид     | 3:1  | Наполи           | 2:0           | 1:1            |
| Порто           | 6:0  | Вардар           | 3:0           | 3:0            |
| Лилестрем       | 5:3  | Линфилд          | 1:1           | 4:2            |
| Бордо           | 4:0  | Динамо Берлин    | 2:0           | 2:0            |
| Рапид Беч       | 7:0  | Хамрун Спартанс  | 6:0           | 1:0            |
| ПСВ Ајндховен   | 3:2  | Галатасарај      | 3:0           | 0:2            |
| Стеауа Букурешт | 4:2  | МТК              | 4:0           | 0:2            |
| Шамрок роверси  | 0:1  | Омонија          | 0:1           | 0:0            |
| Динамо Кијев    | 1:2  | Ренџерс          | 1:0           | 0:2            |
| Олимпијакос     | 2:3  | Горњик Забже     | 1:1           | 1:2            |
| АГФ Орхус       | 4:2  | Женес Еш         | 4:1           | 0:1            |
| Бенфика         | 4:0  | Партизани Тирана | 4:0           | -1             |
| Фрам            | 0:10 | Спарта Праг      | 0:2           | 0:8            |
| Малме           | 1:2  | Андерлехт        | 0:1           | 1:1            |

1 Партизани Тирана је дисквалификован из такмичења од стране УЕФА јер су имали четири искључена играча у првој утакмици.

## Осмина финала
| Тим #1          | рез. | Тим #2        | прва утакмица | друга утакмица |
| --------------- | ---- | ------------- | ------------- | -------------- |
| Ксамакс         | 2:3  | Бајерн Минхен | 2:1           | 0:2            |
| Реал Мадрид     | 4:2  | Порто         | 2:1           | 2:1            |
| Лилестрем       | 0:1  | Бордо         | 0:0           | 0:1            |
| Рапид Беч       | 1:4  | ПСВ Ајндховен | 1:2           | 0:2            |
| Стеауа Букурешт | 5:1  | Омонија       | 3:1           | 2:0            |
| Ренџерс         | 4:2  | Горњик Забже  | 3:1           | 1:1            |
| АГФ Орхус       | 0:1  | Бенфика       | 0:0           | 0:1            |
| Спарта Праг     | 1:3  | Андерлехт     | 1:2           | 0:1            |

## Четвртфинале
| Тим #1          | рез. | Тим #2        | прва утакмица | друга утакмица |
| --------------- | ---- | ------------- | ------------- | -------------- |
| Бајерн Минхен   | 3:4  | Реал Мадрид   | 3:2           | 0:2            |
| Бордо           | 1:11 | ПСВ Ајндховен | 1:1           | 0:0            |
| Стеауа Букурешт | 3:2  | Ренџерс       | 2:0           | 1:2            |
| Бенфика         | 2:1  | Андерлехт     | 2:0           | 0:1            |

1 ПСВ се пласирао у полуфинале по правилу више голова постигнутих у гостима.

## Полуфинале
| Тим #1          | рез. | Тим #2        | прва утакмица | друга утакмица |
| --------------- | ---- | ------------- | ------------- | -------------- |
| Реал Мадрид     | 1:11 | ПСВ Ајндховен | 1:1           | 0:0            |
| Стеауа Букурешт | 0:2  | Бенфика       | 0:0           | 0:2            |

1 ПСВ се пласирао у финале по правилу више голова постигнутих у гостима.

## Финале
| ПСВ Ајндховен                                        | 0 – 0       | Бенфика                                          |
| ---------------------------------------------------- | ----------- | ------------------------------------------------ |
| · Куман · Кифт · Нилсен · Ваненбург · Лерби · Јансен | 6 – 5 (пен) | · Коељо · Дито · Хајри · Пашеко · Мозер · Велозо |

| Победник Лиге шампиона 1987/88. |
| ------------------------------- |
| ФК ПСВ Ајндховен 1. титула      |

## Најбољи стрелци
| Поз | Играч              | Клуб            | Голова |
| --- | ------------------ | --------------- | ------ |
| 1   | Георге Хађи        | Стеауа Букурешт | 4      |
| 1   | Жарк-Марк Ферери   | Бордо           | 4      |
| 1   | Рабах Маџер        | Порто           | 4      |
| 1   | Али Мекојст        | Ренџерс         | 4      |
| 1   | Петар Новак        | Спарта Праг     | 4      |
| 1   | Мичел              | Реал Мадрид     | 4      |
| 1   | Руи Агуас          | Бенфика         | 4      |
| 8   | Антонио Соуза      | Порто           | 3      |
| 8   | Ханс Гилхаус       | ПСВ Ајндховен   | 3      |
| 8   | Рене ван дер Гијп  | Ксамакс         | 3      |
| 8   | Златко Крањчар     | Рапид Беч       | 3      |
| 8   | Уго Санчез         | Реал Мадрид     | 3      |
| 8   | Зоран Стојадиновић | Рапид Беч       | 3      |
| 8   | Беат Сутер         | Ксамакс         | 3      |
| 8   | Патрик Верворт     | Андерлехт       | 3      |
| 8   | Јирген Вергман     | Бајерн Минхен   | 3      |